# Bahnstrecke Hünfeld–Wenigentaft-Mansbach
| |                                  |                                         |                                         |
| Streckennummer (DB): | 3813 Hünfeld–Treischfeld         |                                         |                                         |
| Kursbuchstrecke (DB): | zuletzt 192k Hünfeld–Treischfeld |                                         |                                         |
| Kursbuchstrecke: | 171g (1934) 192k (1946)          |                                         |                                         |
| Spurweite: | 1435 mm (Normalspur)             |                                         |                                         |
| |                                  |                                         |                                         |
| \| \| \| von Fulda \| \| \| \| 0,0 \| Hünfeld \| Hünfeld \| \| \| \| nach Bebra \| \| \| \| 2,3 \| bei Gruben \| bei Gruben \| \| \| 4,2 \| Burghaun Ost \| Burghaun Ost \| \| \| 5,9 \| Klausmarbacher Viadukt \| Klausmarbacher Viadukt \| \| \| 8,7 \| Steinbach (Rhön) \| Steinbach (Rhön) \| \| \| 11,9 \| Leimbach (Rhön) \| Leimbach (Rhön) \| \| \| 14,5 \| Eiterfeld \| Eiterfeld \| \| \| 19,0 \| Großentaft \| Großentaft \| \| \| 21,6 \| Treischfeld \| Treischfeld \| \| \| 24,6 \| Hessen/Thüringen (innerdeutsche Grenze) \| Hessen/Thüringen (innerdeutsche Grenze) \| \| \| \| von Hilders \| \| \| \| \| von Oechsen \| \| \| \| 26,4 \| Wenigentaft-Mansbach \| Wenigentaft-Mansbach \| \| \| \| nach Unterbreizbach \| \| |                                  |                                         |                                         |
| Strecke |                                  | von Fulda                               | von Fulda                               |
| Bahnhof | 0,0                              | Hünfeld                                 | Hünfeld                                 |
| Abzweig ehemals geradeaus und nach links |                                  | nach Bebra                              | nach Bebra                              |
| Strecke mit Straßenbrücke (Strecke außer Betrieb) | 2,3                              | bei Gruben                              | bei Gruben                              |
| Bahnhof (Strecke außer Betrieb) | 4,2                              | Burghaun Ost                            | Burghaun Ost                            |
| Brücke (Strecke außer Betrieb) | 5,9                              | Klausmarbacher Viadukt                  | Klausmarbacher Viadukt                  |
| Bahnhof (Strecke außer Betrieb) | 8,7                              | Steinbach (Rhön)                        | Steinbach (Rhön)                        |
| Haltepunkt / Haltestelle (Strecke außer Betrieb) | 11,9                             | Leimbach (Rhön)                         | Leimbach (Rhön)                         |
| Bahnhof (Strecke außer Betrieb) | 14,5                             | Eiterfeld                               | Eiterfeld                               |
| Haltepunkt / Haltestelle (Strecke außer Betrieb) | 19,0                             | Großentaft                              | Großentaft                              |
| Bahnhof (Strecke außer Betrieb) | 21,6                             | Treischfeld                             | Treischfeld                             |
| Grenze (Strecke außer Betrieb) | 24,6                             | Hessen/Thüringen (innerdeutsche Grenze) | Hessen/Thüringen (innerdeutsche Grenze) |
| Abzweig geradeaus und von rechts (Strecke außer Betrieb) |                                  | von Hilders                             | von Hilders                             |
| Abzweig geradeaus und von rechts (Strecke außer Betrieb) |                                  | von Oechsen                             | von Oechsen                             |
| Bahnhof (Strecke außer Betrieb) | 26,4                             | Wenigentaft-Mansbach                    | Wenigentaft-Mansbach                    |
| Strecke (außer Betrieb) |                                  | nach Unterbreizbach                     | nach Unterbreizbach                     |

Die Bahnstrecke Hünfeld–Wenigentaft-Mansbach ist eine ehemalige Nebenbahn von Hessen nach Thüringen. Sie war eine Verbindung zwischen der Bahnstrecke Bebra–Fulda in Hünfeld und der 1952 stillgelegten Ulstertalbahn, die zwischen Treischfeld und Wenigentaft über die ehemalige innerdeutsche Grenze führte. Im Volksmund erhielt die Bahn den Namen Die Bimbel, da sich die Züge in frühen Jahrzehnten durch eine Glocke auf der Lok mit ständigem Gebimmel an Bahnübergängen und Haltestellen ankündigten.

## Geschichte
Die Strecke wurde nach fünfjähriger Bauzeit am 1. Dezember 1906 von den Preußischen Staatseisenbahnen eröffnet. Die Bedeutung blieb zumindest im Personenverkehr gering – allenfalls zur Kaliindustrie im Ulster- und Werratal bestand für Pendler ein gewisses Verkehrsbedürfnis. Im Sommer 1939 verkehrten werktags sieben, sonntags sechs Zugpaare.
Ein in den 1930er Jahren geplanter und teilweise bereits realisierter zweigleisiger Ausbau zur Entlastung der Hauptstrecke Halle – Erfurt – Bebra  wurde während der Kriegsjahre 1942 eingestellt. Die deutsche Teilung nach dem Zweiten Weltkrieg führte im Juni 1945 zur Betriebseinstellung zwischen Treischfeld und Wenigentaft; der Bahnhof Wenigentaft-Mansbach lag direkt an der Grenze auf Thüringer Seite. Da es im Zweiten Weltkrieg kaum zu Schäden an der Strecke gekommen war, konnte bereits am 27. August 1945 der Verkehr auf dem hessischen Abschnitt zwischen Hünfeld und Treischfeld wieder aufgenommen werden.
Dort fuhren bis zum 28. Mai 1972 noch Personenzüge. Der Güterverkehr wurde zwischen Eiterfeld und Treischfeld am 1. Januar 1976 und zwischen Hünfeld und Eiterfeld am 31. Dezember 1991 eingestellt. Im Jahr 1995 wurde die Strecke schließlich abgebaut. Auf der ehemaligen Bahntrasse verläuft der durchgehend asphaltierte Kegelspiel-Radweg. Er wurde weitgehend auf der eigentlichen Trasse angelegt und verläuft nur auf wenigen, kurzen Abschnitten die Trasse begleitend.

## Bauwerke
Ein bemerkenswerter Ingenieurbau der Strecke ist der Klausmarbacher Viadukt zwischen Burghaun und Steinbach, eine 32 Meter hohe Sandsteingewölbebrücke, die in fünf jeweils 18 Meter breiten Bögen das Tal überspannt. Sie wurde 1938 durch ein sandsteinverblendetes Betonbauwerk verbreitert, um eine Zweigleisigkeit zu ermöglichen. Das verbreiterte Planum zur Aufnahme des zweiten Gleises wurde bis zur Baueinstellung 1942 fast vollständig fertiggestellt, zudem einige wenige Brücken. In Hünfeld bestanden außerdem kreuzungsfreie Gleisverbindungen mit der Nord-Süd-Strecke Hannover – Kassel – Würzburg.

## Streckenbilder

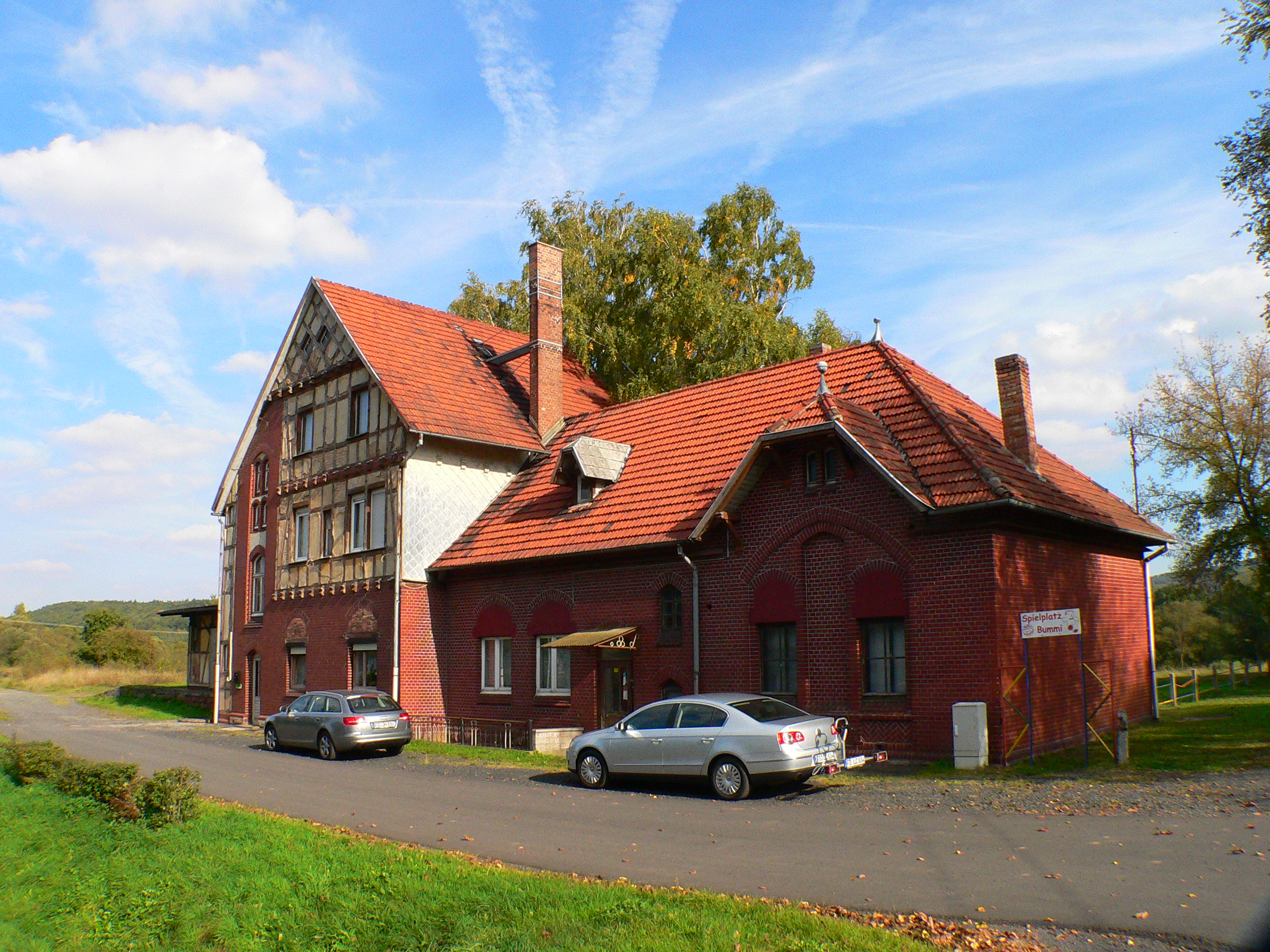
Ehemaliger Bahnhof Wenigentaft-Mansbach
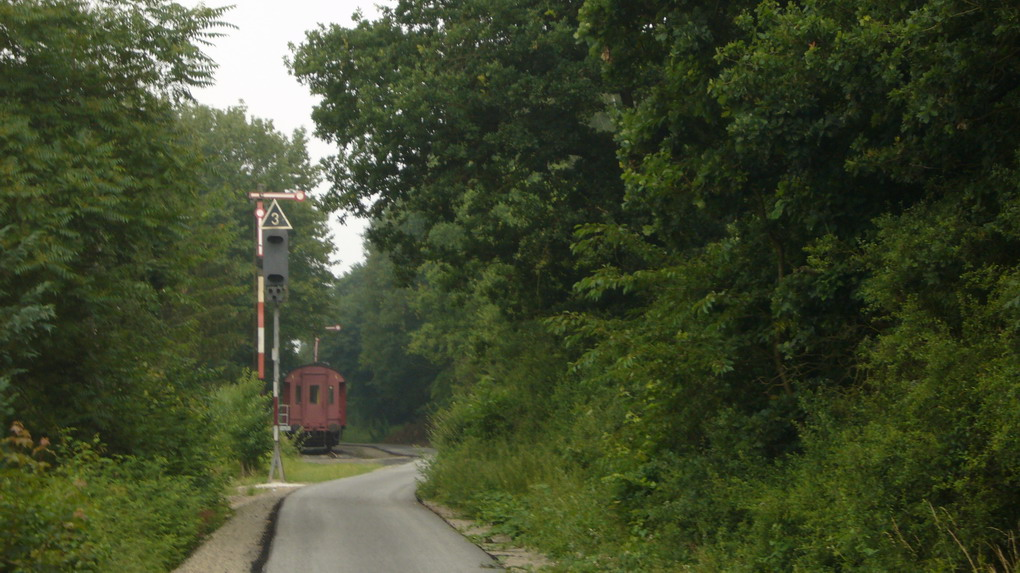
Am ehemaligen Bahnhof Burghaun Ost
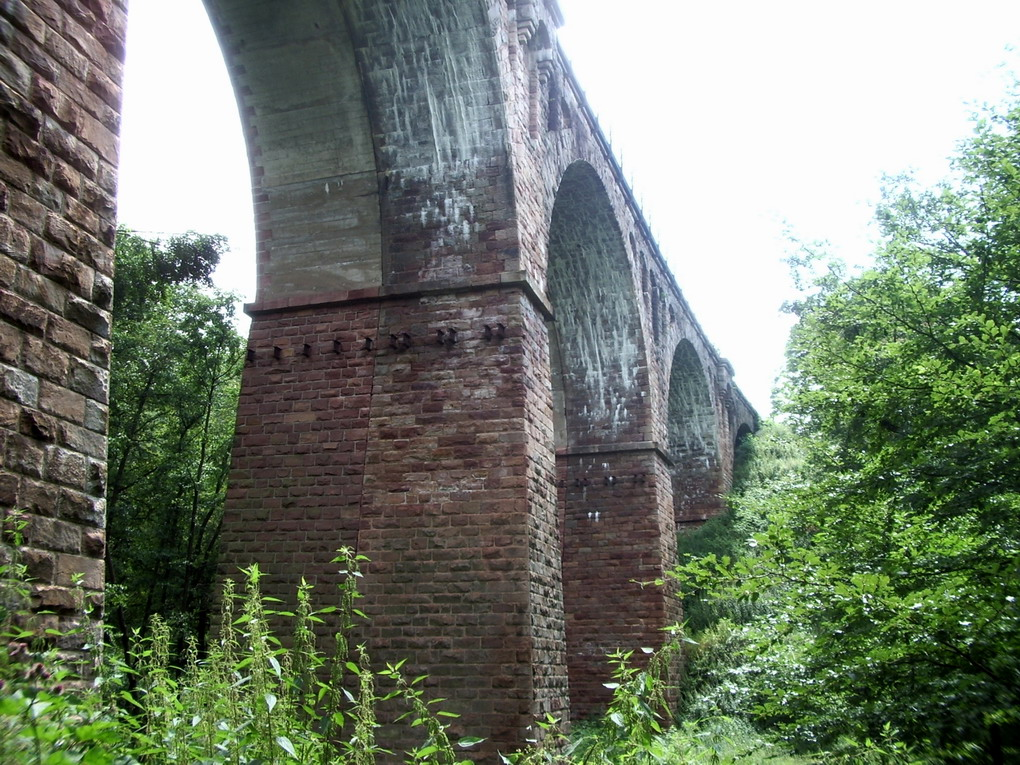
Viadukt bei Klausmarbach